# ナイジェル・スパイクス
ナイジェル・スパイクス（Nigel Spikes, 1989年10月18日 - ）は、アメリカ合衆国のプロバスケットボール選手。フロリダ州フォートローダーデール出身。ポジションはセンター。